# Mihálygerge
Mihálygerge es un pueblo ubicado en el condado de Nógrád, Hungría.

## Superficie
Posee una superficie de 11,06 kilómetros cuadrados.

## Demografía
Hasta 2021 la población era de 531 habitantes, con una densidad de población de 48,01 habitantes por kilómetro cuadrado.